# Wales damlandslag i volleyboll
Wales damlandslag i volleyboll representerar Wales i volleyboll på damsidan. Laget deltog i Brittiska mästerskapen under åren omkring 1990.

### Fotnoter
1. ↑  ”Senior Women” (på engelska). Volleyball England. https://www.volleyballengland.org/uploads/docs/Senior%20Women.xlsx. Läst 12 november 2023.